# Jackie Galloway
Jacqueline Galloway, detta Jackie (Crownpoint, 27 dicembre 1995), è una taekwondoka statunitense, che ha rappresentato gli Stati Uniti ai Giochi olimpici di Rio de Janeiro 2016, vincendo il bronzo nella categoria +67 kg. Ha anche la cittadinanza messicana.

## Palmarès
- Giochi olimpici

Rio de Janeiro 2016: bronzo nei +67 kg.
- Mondiali

Chelyabinsk 2015: bronzo nei pesi medi.
- Giochi panamericani

Toronto 2015: oro nei +67 kg.